# Halobates

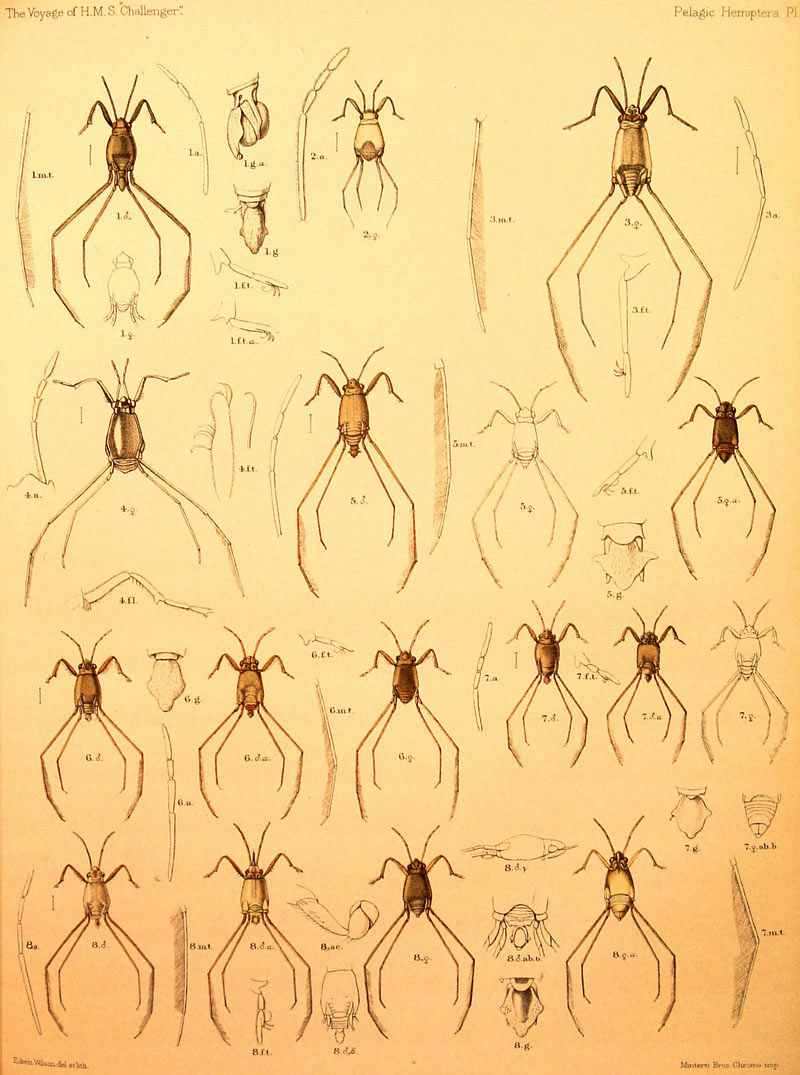
Prancha com desenhos de Halobates, 1883.

Halobates ou esqueitista dos mares é um gênero com mais de 40 espécies de andadores à passos largos. Enquanto muitos são costeiros, cerca de cinco destes são capazes de sobreviver e permanecer na superfície do mar aberto, um habitat contendo muito poucas espécies de inseto. São predadores, espécies litorâneas se alimentando principalmente de insetos terrestres caídos enquanto as espécies oceânicas se alimentam de plâncton. As espécies costeiras colocam seus ovos em rochas próximas à praia, as espécies oceânicas anexam suas massas de ovos sobre objetos flutuantes tais como conchas de moluscos, penas e resíduo plástico. As espécies são encontradas pelo mundo, geralmente próximo ao equador. A maioria é minúscula, o comprimento do corpo sendo de meio centímetro mas com pernas longas alcançando até 2 centímetros. São desprovidos de asas e o abdômen é curto e comprimido comparado à extensão do tórax. As fêmeas grávidas podem parecer ter o abdômen alongado.
Foram coletados primeiramente por Johann Friedrich von Eschscholtz, um doutor estoniano que foi parte de uma expedição russa a bordo do Rurik entre 1815 e 1818.
Algumas espécies de painho se alimentam ativamente de Halobates, às vezes salpicando a água com seus pés para atrair ou detectar estes andadores a passos largos dos mares.
As cinco espécies pelágicas de Halobates são a H. micans, a H. germanus, a H. sericeus, a H. splendens e a H. sobrinus das quais as últimas quatro são encontradas apenas no Oceano Pacífico. A única espécie com uma distribuição ampla é a Halobates micans, que é encontrada no Oceano Índico e Atlântico.
Uma espécie fóssil H. ruffoi é conhecida a partir dos depósitos de 45 milhões de anos em Verona, Itália.
Parentes próximos do gênero incluem os Austrobates e os Asclepios.